# Alwin Schiller
Alwin Schiller (ur. 1920, zm. ?) – zbrodniarz hitlerowski, członek załogi niemieckiego obozu koncentracyjnego Mauthausen-Gusen i SS-Unterscharführer.
Z zawodu farmer. Od kwietnia 1942 pełnił służbę w kompleksie obozowym Mauthausen, początkowo jako strażnik w obozie głównym do grudnia 1942. Następnie został przeniesiony do podobozu St. Lambrecht, gdzie pozostał do czerwca 1943. Wreszcie od czerwca 1943 Schiller pełnił służbę w podobozie Steyr jako kierownik komanda więźniarskiego i zastępca Rapportführera.
Za nieustanne maltretowanie więźniów został skazany w procesie załogi Mauthausen-Gusen (US vs. Willi Auerswald i inni) na 10 lat pozbawienia wolności.